# Nowopietrowskaja (przystanek kolejowy)
Nowopietrowskaja (ros. Новопетровская) – przystanek kolejowy w miejscowości Nowopietrowskoje, w rejonie istrińskim, w obwodzie moskiewskim, w Rosji. Położony jest na linii Moskwa – Siebież.